# Locomotiva kkStB 48
Le locomotive 48 della kkStB erano locomotive a vapore ordinate alla Floridsdorf e alla Wiener Neustadt per la trazione di treni merci.

## Storia
Le 23 locomotive della serie, costruite dal 1885 al 1888 vennero numerate 4801–4823 (dal 1905 48.01–23).
Dopo la prima guerra mondiale le locomotive vennero spartite fra diverse compagnie ferroviarie: molte andarono alle BBÖ austriache mantenendo il numero di gruppo 48, alcune alle FS italiane (gruppo 223), alcune alle JDŽ jugoslave (gruppo 127) e altre alle PKP polacche (dove furono subito radiate).